# Pawel Jakowlewitsch Franz
Pawel Jakowlewitsch Franz (russisch Павел Яковлевич Франц; * 1. April 1968 in Syktywkar, Russische SFSR, Sowjetunion) ist ein ehemals sowjetischer und heutiger russischer Bandyspieler. Er spielt auf der Abwehr- bzw. auf der Position des Liberos.
Franz spielte zunächst in seiner Heimatstadt bei Stroitel Syktywkar. In seiner letzten Saison bei diesem Verein wurde er russischer Vizemeister. Er wechselte 1993 nach Schweden zum IFK Vänersborg. Zehn Jahre blieb er bei Vänersborg, ehe er mit 35 Jahren zurück nach Russland ging und zunächst zwei Jahre bei Wodnik Archangelsk unter Vertrag stand und dort zweimal die russische Meisterschaft sowie 2004 den Weltcup gewann. 2005 bis 2010 spielte er für Dynamo Moskau und gewann mit diesem Verein fünf nationale Meisterschaften und zweimal den Weltcup. Seit 2010 spielt er für HK Dynamo Kasan und gewann seit dem noch einmal jeweils die russische Meisterschaft und den Weltcup.
Sein Debüt für die Nationalmannschaft gab er 1990. Seitdem gewann er insgesamt siebenmal die Bandy-Weltmeisterschaft (1991, 1999, 2001, 2006, 2007, 2008 und 2011).